# Viktor Gyökeres
Viktor Einar Gyökeres (Stockholm, 4 juni 1998) is een Zweedse profvoetballer die doorgaans als aanvaller. Hij verruilde Sporting CP in de zomer van 2025 voor Arsenal. Gyökeres debuteerde in 2019 als international in het nationale team van Zweden.

## Clubcarrière

### IF Brommapojkarna
Gyökeres tekende in 2013 op 15-jarige leeftijd een jeugdcontract bij IF Brommapojkarna, dat hem overnam van IFK Aspudden-Tellus. Hij doorliep de jeugdteams en maakte in het seizoen 2014-15 zijn debuut bij het eerste elftal in een wedstrijd tegen Östersunds. Zijn eerste doelpunt voor de club maakte hij op 20 augustus 2015 in een 3-0 overwinning op IF Sylvia in de Svenska Cupen. In zijn eerste seizoen bij de senioren degradeerde Brommapojkarna, maar in het seizoen erop maakte Gyökeres zeven doelpunten in 19 wedstrijden om Brommapojkarna te helpen terug te promoveren naar de Superettan. In het seizoen erna behaalde de promovendus de halve finale van de Svenska Cupen, nadat Gyökeres het winnende doelpunt had gemaakt in de kwartfinale tegen Elfsborg.
Op 6 september 2017 tekende Gyökeres, die toen 10 competitiedoelpunten had gemaakt, een contract voor tweeënhalf jaar bij Premier League-ploeg Brighton & Hove Albion. Hij eindigde het Zweedse seizoen met 13 doelpunten in 29 competitieoptredens, waaronder een hattrick op de slotdag die ervoor zorgde dat Brommapojkarna als kampioen promotie naar de Allsvenskan veiligstelde.

### Brighton & Hove Albion
Gyökeres begon na afloop van het Zweedse seizoen officieel op 1 januari 2018 bij Brighton, en startte hier in de O23-ploeg van de club. Hij maakte zijn debuut voor het eerste elftal op 28 augustus 2018, toen hij als basisspeler startte in een 1-0 nederlaag tegen Southampton in de EFL Cup. Op 26 januari 2019 maakte Gyökeres zijn FA Cup-debuut als invaller in een 0-0 gelijkspel thuis tegen West Bromwich Albion.
In juli 2019 werd hij voor het seizoen 2019-20 uitgeleend aan het Duitse St. Pauli. Op de openingsdag van het 2. Bundesliga-seizoen maakte hij zijn debuut als invaller in een 1-1 gelijkspel tegen Arminia Bielefeld. Gyökeres maakte zijn eerste doelpunt voor St. Pauli op 29 september2019 en speelde vrijwel het hele seizoen voor de club uit Hamburg.
Na zijn terugkeer vanuit Duitsland maakte Gyökeres 17 september 2020 zijn eerste doelpunt voor Brighton in een 4-0 overwinning tegen Portsmouth in de EFL Cup. Op 2 oktober 2020 werd bekend dat Gyökeres opnieuw uitgeleend zou worden, en ditmaal aan Championship-ploeg Swansea City. Een dag na ondertekening van zijn huurcontract viel hij als invaller in tijdens de met 2-1 gewonnen wedstrijd tegen Millwall. Hij maakte zijn eerste doelpunt voor Swansea op 9 januari 2021 en vlak daarna werd hij teruggeroepen door Brighton.

### Coventry City
Na zijn terugkeer uit Swansea werd Gyökeres onmiddellijk opnieuw uitgeleend aan Coventry City. Vier dagen later debuteerde hij met een invalbeurt in de met 3-0 verloren uitwedstrijd bij Reading. Zijn eerste doelpunt in een Engelse competitie scoorde hij op 27 januari van dat jaar, toen hij de eerste treffer maakte in een 2-0 overwinning op Sheffield Wednesday.
Op 9 juli 2021 werd bekend dat Coventry City hem definitief overnam van Brighton, en tekende hij een driejarig contract bij de club. In het seizoen 2021-22 was Gyökeres de vaste spits bij Coventry, en scoorde hij 17 goals in 45 competitieoptredens.
In het seizoen 2022-23 Championship seizoen werd hij in de Championship uitgeroepen tot Speler van de Maand in november, nadat hij vier doelpunten in vier wedstrijden had gescoord en daarmee Coventry in die periode naar vier overwinningen op rij leidde. Later dat seizoen won hij in maart nogmaals deze prijs, nadat hij in die maand voor drie doelpunten en drie assists had gezorgd. Hij eindigde het seizoen met Coventry in de middenmoot van de Championship.

### Sporting CP
Gyökeres maakte op 13 juli 2023 de overstap naar Sporting CP in de Portugese competitie. In de 33 wedstrijden die hij dat seizoen speelde in de competitie wist hij maar liefst 29 keer te scoren. Mede door zijn vele doelpunten wist de club in het seizoen 2023/24 kampioen te worden van Portugal en werd hij de topscorer van de Primeira Liga. Dit zorgde voor meerdere geïnteresseerde clubs, waaronder Arsenal. Voor het seizoen van 2024/25 leverde dit Gyökeres nog geen nieuw contract op bij een andere club, mede vanwege hoge clausules die in zijn contract zijn opgenomen.

## Clubstatistieken
| Seizoen | Club                   | Competitie     | Competitie | Competitie | Competitie | Beker | Beker | Beker | Internationaal | Internationaal | Internationaal | Totaal | Totaal | Totaal |
| Seizoen | Club                   | Competitie     | Wed.       | Dlp.       | Ass.       | Wed.  | Dlp.  | Ass.  | Wed.           | Dlp.           | Ass.           | Wed.   | Dlp.   | Ass.   |
| ------- | ---------------------- | -------------- | ---------- | ---------- | ---------- | ----- | ----- | ----- | -------------- | -------------- | -------------- | ------ | ------ | ------ |
| 2015    | Brommapojkarna         | Superettan     | 8          | 0          | 0          | 4     | 3     | 0     | —              | —              | —              | 12     | 3      | 0      |
| 2016    | Brommapojkarna         | Ettan Norra    | 19         | 7          | 0          | 6     | 2     | 1     | —              | —              | —              | 25     | 9      | 1      |
| 2017    | Brommapojkarna         | Superettan     | 29         | 13         | 8          | 1     | 0     | 0     | —              | —              | —              | 30     | 13     | 8      |
| 2018/19 | Brighton & Hove Albion | Premier League | 0          | 0          | 0          | 5     | 0     | 0     | —              | —              | —              | 5      | 0      | 0      |
| 2019/20 | → Arminia Bielefeld    | 2. Bundesliga  | 26         | 7          | 4          | 2     | 0     | 0     | —              | —              | —              | 28     | 7      | 4      |
| 2020/21 | Brighton & Hove Albion | Premier League | 0          | 0          | 0          | 3     | 1     | 1     | —              | —              | —              | 3      | 1      | 1      |
| 2020/21 | → Swansea City         | Championship   | 11         | 0          | 0          | 1     | 1     | 0     | —              | —              | —              | 12     | 1      | 0      |
| 2020/21 | → Coventry City        | Championship   | 19         | 3          | 0          | 0     | 0     | 0     | —              | —              | —              | 19     | 3      | 0      |
| 2021/22 | Coventry City          | Championship   | 45         | 17         | 5          | 2     | 1     | 0     | —              | —              | —              | 47     | 18     | 5      |
| 2022/23 | Coventry City          | Championship   | 49         | 21         | 12         | 1     | 1     | 0     | —              | —              | —              | 50     | 22     | 12     |
| 2023/24 | Sporting CP            | Primeira Liga  | 33         | 29         | 9          | 8     | 9     | 4     | 9              | 5              | 2              | 50     | 43     | 15     |
| 2024/25 | Sporting CP            | Primeira Liga  | 33         | 39         | 8          | 11    | 9     | 5     | 8              | 6              | 0              | 52     | 54     | 13     |
| 2025/26 | Arsenal                | Premier League | 0          | 0          | 0          | 0     | 0     | 0     | 0              | 0              | 0              | 0      | 0      | 0      |
| Totaal  | Totaal                 | Totaal         | 272        | 136        | 46         | 44    | 27    | 11    | 17             | 11             | 2              | 299    | 174    | 59     |

Bijgewerkt op 28 juli 2025.

## Interlandcarrière

### Jeugdelftallen
Voordat hij deel uitmaakte van het eerste team, speelde Gyökeres al verschillende interlands voor Zweden in de O19- en O21-elftallen.
In de kwalificatiecampagne voor het Europees kampioenschap onder 19 jaar in 2017 speelde Gyökeres regelmatig mee, en met zijn goals (waaronder een winnend doelpunt tegen Italië) hielp hij Zweden mee om zich voor het eerst te kwalificeren voor het eindtoernooi. Hij werd vervolgens geselecteerd voor de selectie die deelnam aan het toernooi in Georgië en scoorde in alle drie de groepswedstrijden van Zweden, maar desondanks lukte het land niet om door te gaan naar de knock-out fase van het toernooi. Met de drie doelpunten in de groepsfase werd Gyökeres gedeeld topscoorder van het toernooi, samen met Ben Brereton en Ryan Sessegnon van Engeland en Joël Piroe van Nederland.

### Senioren
Op 8 januari 2019 mocht Gyökeres onder bondscoach Janne Andersson zijn debuut maken voor het nationale team in een 0-1 verloren wedstrijd tegen Finland. Slechts drie dagen later scoorde hij al zijn eerste interlandgoal voor Zweden in een 2-2 gelijkspel tegen IJsland.
In oktober 2021, nadat hij 9 doelpunten in 11 Championship-wedstrijden had gemaakt voor Coventry, werd Gyökeres opgeroepen voor het nationale elftal om de geblesseerde Zlatan Ibrahimović te vervangen voor de WK-kwalificatiewedstrijden tegen Kosovo en Griekenland. In beide wedstrijden viel hij enkele minuten in. Inmiddels heeft Gyökeres 14 interlands gespeeld voor Zweden waarin hij 3 keer scoorde.

### International
Tot en met zijn laatst gespeelde wedstrijd op 19 november 2024.
| Nationale team | Jaar   | Wedstr. | Goals |
| -------------- | ------ | ------- | ----- |
| Zweden         | 2019   | 2       | 1     |
| Zweden         | 2020   | 0       | 0     |
| Zweden         | 2021   | 2       | 0     |
| Zweden         | 2022   | 7       | 1     |
| Zweden         | 2023   | 8       | 3     |
| Zweden         | 2024   | 7       | 10    |
| Zweden         | 2025   | 0       | 0     |
| Totaal         | Totaal | 26      | 15    |

| Nr. | Datum            | Stadion                                    | Tegenstander | Score | Resultaat | Competitie                          |
| --- | ---------------- | ------------------------------------------ | ------------ | ----- | --------- | ----------------------------------- |
| 1   | 11 januari 2019  | Khalifa International Stadium, Doha, Qatar | IJsland      | 1–1   | 2–2       | Vriendschappelijk                   |
| 2   | 12 juni 2022     | Ullevaalstadion, Oslo, Noorwegen           | Noorwegen    | 2–3   | 2–3       | 2022–23 UEFA Nations League B       |
| 3   | 27 maart 2023    | Friends Arena, Solna, Zweden               | Azerbeidzjan | 3–0   | 5–0       | UEFA Euro 2024 kwalificatie groep F |
| 4   | 9 september 2023 | A. Le Coq Arena, Tallinn, Estland          | Estland      | 1–0   | 5–0       | UEFA Euro 2024 kwalificatie groep F |
| 5   | 16 oktober 2023  | Koning Boudewijnstadion, Brussel, België   | België       | 1–0   | 1–1       | UEFA Euro 2024 kwalificatie groep F |

## Erelijst

### Als voetballer
IF Brommapojkarna
Superettan:
- Winnaar (1): 2017

 Sporting CP
Primeira Liga:
- Winnaar (2): 2023/24, 2024/25

Taça de Portugal:
- Winnaar (1): 2024/25

Individueel
- EFL Championship Team van het Seizoen: 2022–23
- EFL Championship Speler van de Maand: november 2022, maart 2023
- UEFA Europees kampioenschap onder 19 Gouden Schoen: 2017

## Privé
Gyökeres heeft een relatie met Amanda Nildén, die net als hij een professionele voetbalster is. Nadat hij in 2018 de overstap maakte naar Brighton, verhuisde Amanda met hem mee naar Engeland en kreeg zij na een proefperiode een contract aangeboden bij het vrouwenteam van de club.
2 Saliba ·
3 Tierney ·
4 White ·
5 Partey ·
6 Gabriel ·
7 Saka ·
8 Ødegaard ·
9 Jesus ·
11 Martinelli ·
12 Timber ·
15 Kiwior ·
17 Zintsjenko ·
18 Tomiyasu ·
19 Trossard ·
20 Jorginho ·
22 Raya ·
23 Merino ·
29 Havertz ·
30 Sterling ·
32 Neto ·
33 Calafiori ·
41 Rice ·
49 Lewis-Skelly ·
53 Nwaneri ·
Coach: Arteta
· Assistent-coach: Stuivenberg